# Liste der Monuments historiques in Avilley
Die Liste der Monuments historiques in Avilley führt die Monuments historiques in der französischen Gemeinde Avilley auf.

## Liste der Objekte
| Bezeichnung               | Beschreibung | Standort                           | Kennzeichnung | Schutzstatus | Datum | Bild |
| ------------------------- | --- | ---------------------------------- | ------------- | ------------ | ----- | ---- |
| Hauptaltar                | Retabel und Gemälde; Stein, Stuck, Ölfarbe auf Leinwand, spätes 17. und 18. Jahrhundert; das Gemälde nach Michelangelo Merisi da Caravaggio | in der Kirche St-Symphorien (Lage) | PM25000064    | Classé       | 1962  |      |
| Mariä-Verkündigungs-Altar | linker Seitenaltar; Altartisch, Retabel und Relief; Stein, Stuck, farbig gefasst, 18. Jahrhundert                                           | in der Kirche St-Symphorien (Lage) | PM25001581    | Classé       | 1992  |      |
| Maria-Rosenkranz-Altar    | linker Seitenaltar; Altartisch, Retabel und Relief; Stein, Stuck, farbig gefasst, 18. Jahrhundert                                           | in der Kirche St-Symphorien (Lage) | PM25001582    | Classé       | 1992  |      |
| Taufaltar                 | Stein, Stuck, farbig gefasst, 18. Jahrhundert                                                                                               | in der Kirche St-Symphorien (Lage) | PM25001583    | Classé       | 1992  |      |
| Kanzel                    | Holz, 19. Jahrhundert | in der Kirche St-Symphorien (Lage) | PM25001845    | Inscrit      | 1992  |      |
| Glocke                    | Bronze, 1772 gegossen | in der Kirche St-Symphorien (Lage) | PM25000063    | Classé       | 1942  |      |